# John Carmack
John D. Carmack II (Roeland Park, Kansas, 1970. augusztus 21. –) amerikai videójáték-programozó, és társalapítója az 1991-ben létrehozott id Software-nek. Ő volt a vezető programozója olyan legendás játékoknak, mint a Commander Keen, a Wolfenstein 3D, a Doom, és a Quake. Carmack a forradalminak számító 3D-s grafikai találmányai miatt az egyik legelismertebb programozó lett, továbbá nagy rajongója a rakétaépítésnek, és társalapítója az Armadillo Aerospace nevű rakétákkal foglalkozó vállalatnak, amelyben főmérnökként tevékenykedik. 2013. augusztusa óta a virtuális valóságban érdekelt Oculus VR nevű vállalat alkalmazásában áll, CTO-ként.

## Pályafutása

### Fiatalkora
John D. Carmack II 1970. augusztus 20-án született és Kansas City-ben nőtt fel. Már fiatalon felkeltették érdeklődését a számítógépek. Két középiskolába is járt, mégpedig a Prairie Village-ben lévő Shawnee Mission East Középiskolába és a raytowni Raytown South Középiskolába. David Kushner megemlíti a Masters of Doom-ban, hogy mikor Carmack 14 éves korában betört egy iskolába barátaival, hogy Apple II-es számítógépeket lopjanak el, őrizetbe vették, és pszichiátriai kivizsgálásra küldték el, ahol megállapították, hogy nem érez empátiát más emberekkel szemben. Az incidens után Carmacket elküldték a fiatalkorúak otthonába, ahol megkérdezte tőle egy kezelőorvos, hogy „ha nem kaptak volna el téged, akkor újra megpróbáltál volna lopni?”, amire ő a következő választ adta: „valószínűleg igen”. De amikor a terapeuta bemutatta a vizsgálat eredményét, akkor Carmack elismételte a terapeuta kérdését: „ha nem kaptak volna el”. Miután 1500 pontot ért el a SAT (Scholastic Aptitude Test, magyarul iskolai adottsági teszt) nevű tesztben (780 matematika, 720 szöveg) a Missouri–Kansas City Egyetemre jelentkezett, ahol csak két szemesztert végzett el, mivel utána szabadúszó programozó lett.

### Tehetsége
Egy shreveporti szoftverfejlesztő csapat, a Softdisk felkereste Carmacket, hogy dolgozzon náluk a Softdisk G-S-en (Apple IIGS-ekhez kiadott lemezek), egyesülve John Romeróval és Adrian Carmackkel (akik később az id Software kulcsemberei lettek). Később átcsoportosították őket IMB játékok készítésére (ezt a csoportot Gamer's Edge-nek nevezték). 1990-ben a trió megalkotta az első Commander Keen játékot a Softdisk-nél, bár nem a Softdisk-nek. Ezáltal elkezdődött a Commander Keen-sorozat gyártása, amelyet az Apogee Software adott ki shareware formában. 1991-ben Carmack kilépett a Softdisk-től és megalapította az id Software-t.
Carmack a számítógépes grafikában forradalmi technikákat vitt véghez, mivel először a Commander Keen-ben használta az adaptív képfrissítést, a Hovertank 3D-ben, Catacomb 3D-ben és a Wolfenstein 3D-ben használta a raycastingot, a bináris térfelosztás először a Doomban jelent meg, a Quake-ben volt először látható a surface caching, a shadow volume-ok a Doom 3-ban mutatkoztak meg és a MegaTexture az Enemy Territory: Quake Wars-ban.
Carmack motorjait több más játékhoz is felhasználták, úgy mint például a Half-Life-hoz, a Call of Duty-hoz és a Medal of Honor-hoz.
Mikor Carmack vakációzni volt a feleségével, Katherine Anna Kanggal, néhány mobiljáték végigjátszása után rájött, hogy azok nem elég jók. Elhatározta hát, hogy készít egy tökéletes, mobilon is játszható játékot. Mikor visszatért a nyaralásból, kijelentette, hogy elkezd dolgozni a Doom RPG-n.
| „ | A programozók mai helyzete sokkal jobb, mint az 1980-as években felnövőké volt. Ma már elég egy olcsó, használt számítógép, egy Linux CD, valamint internetkapcsolat, és máris mindened megvan a munkához és ahhoz, hogy magas szintre fejleszd programozói tudásodat. | ” |
|   | |   |

| „ | Az információ korában nincsenek határok. Határokat csak magunk szabhatunk. Ha valami nagyot akarsz készíteni, nem dollármilliókra, csak megfelelő mennyiségű pizzára, diétás kólára, egy olcsó PC-re, és mindenekelőtt elég eltökéltségre van szükséged. | ” |
|   | |   |

### Hobbija
2000-ben Carmacket újra elkezdte érdekelni egyik fiatalkori hobbija, a rakétaépítés. Miután átnézte, hogy mennyi pénzt költött Ferrarijainak tuningolására, rájött, hogy jelentős lépéseket tud tenni a rakétaépítésben is. Még mielőtt megalapította volna az Armadillo Aerospace-t, egy helyi amatőr csapatot finanszírozott anyagilag. Saját maga tanult mérnöknek, és ő lett a cég főmérnöke. Azóta rendületlenül dolgozik kitűzött céljain, mégpedig a ballisztikus űrrepülésen és pályamenti járműveken.

### Magánélete
Carmack a feleségével, Katherine Anna Kanggel, az 1997-es QuakeConon találkozott, amikor meglátogatta az id irodáját. Fogadást tettek, hogyha Kang megfelelő számú résztvevőt biztosít, akkor Carmack megszervezi neki az Első Női Quake Bajnokságot. Ebben az időben elég kevés nő játszott FPS videójátékokkal. Kang bajnokságán több mint 600 női regisztrált résztvevő próbálta megnyerni a kétfős kaliforniai utat, 2000 dollárt és más különböző ajándékokat. 2000  januárjában Carmack és Kang összeházasodtak és négy évvel rá, 2004-ben született egy fiuk. Carmack nyilvántart egy blogot is, továbbá a Slashdot.com-on is aktívan tevékenykedik. 2008-ban Carmack aláírt egy Nintendo DS-t a Child's Play egyesületnek, amelyet egy félreértés miatt felajánlottak díjként egy versenyen, de ezt a hibát azóta helyesbítették: az aláírt termék visszakerült, és feltették az eBayre jótékonysági célból. A verseny díját kicserélték egy rendes Nintendo DS-re.

### Filozófiája
Carmack életének egyik szempontja különböztette meg őt a versenytársaitól: egy új játék fejlesztésénél a végső megjelenési dátum bejelentését feleslegesnek tartja. Amikor arról faggatják, hogy mikor adják ki az új játékot, akkor röviden csak ennyit válaszol rá: „Amikor kész lesz!”. Régen, mikor az Apogee adta ki az id Software játékait, akkor ők is átvették ezt az üzleti szokást.

## Szabadság és jótékonykodás
Közismert, hogy Carmack pártolja a nyílt forráskódú programokat és hangot adott a szoftverek védettsége ellen, amelyek szerinte egyenlővé teszik őt egy rablóval. Továbbá részt vesz különböző szabad szoftverek fejlesztésében is: az X Window System Mac OS X Szerverre való átírásában és az OpenGL Linuxra való átírásában a Utah GLX projekt keretein belül.
1995-ben Carmack a Wolfenstein 3D forráskódját, majd két évre rá, 1997-ben a Doom forráskódját is kiadta. Amikor 1996-ban a Quake forráskódja nyilvánosságra került, és a Quake közösségében keringett, egy programozó az id Software-rel függetlenítette a kódot és arra használták fel, hogy átírták Linux-ra a játékot, majd a programozó elküldte a patcheket Carmacknek. Az id Software Carmack rendelkezésére odaadta a patcheket egy Linux programok átírásával foglalkozó cégnek. Később az id kiadta a Quake, Quake II és a Quake III Arena forráskódját is GNU General Public License (GPL) alatt, majd a Doomot újra kiadták 1999-ben GPL licenc alatt. A Doom 3 motorja, az id Tech 4 szintén nyílt forráskódú lesz, legalábbis ezt mondta Carmack a 2007-es QuakeConon: „A Doom 3 is nyílt forráskódú lesz, bár még nem közlöm a végleges megjelenési dátumot.”
Carmack nagylelkű hozzájárulásai az intézményekhez és játékvilágközösségekhez szintén ismertek. Jótékonykodásának kedvezményezettjei között megtaláljuk korábbi középiskoláit, szabad szoftverek elindítóit, szoftverszabadalmak ellenzőit és találunk játékrajongókat is. 1997-ben elajándékozta egyik Ferrariját (a 328-as típusút) díjként Dennis Fongnak, a Quake „Red Annihilation” verseny nyertesének.

## Elismerései
- 1999: A Time magazin a 10. helyre sorolta be az 50, technológiailag legbefolyásosabb személyiségek között.[14]
- 2001. március 22.: Carmack lett a negyedik ember, aki bekerült az Interaktív Művészetek és Tudományok Főiskolájának Hall of Fame-jébe, a videójátékokban tett forradalmi újításai miatt.[15]
- 2003: Külön fejezetet írt róla David Kushner a Masters of Doom című könyvében.
- 2005: A Doom filmben Dr. Carmack-ként szerepel (bár nem ő játssza a szerepet), mint professzor és kutató.
- 2006. március: A Walk of Game nevű eseményen díjat kapott a videójátékok iparára gyakorolt hatásai miatt.[16]
- 2007. január: Las Vegasban John Carmack és az id Software két Emmy-díjat kapott, így az id lett az első játékfejlesztő csapat, amelyik először kapott ilyen díjat, amióta Emmyt adnak a technológiai újításokért (1948).[17]
- 2007. szeptember: Carmack és az Armadillo Aerospace nevű csapata megjelent a Discovery Channel Canada Daily Planet-en, bemutatva a csapat rakétáinak tervezését.
- 2008: Carmacket megjutalmazták az 59. Éves Technológiai és Mérnöki Emmy-díj-jal, mivel a Quake-nek forradalmi szerepe volt a felhasználók körében a módosíthatósága miatt.[18]

## Galéria

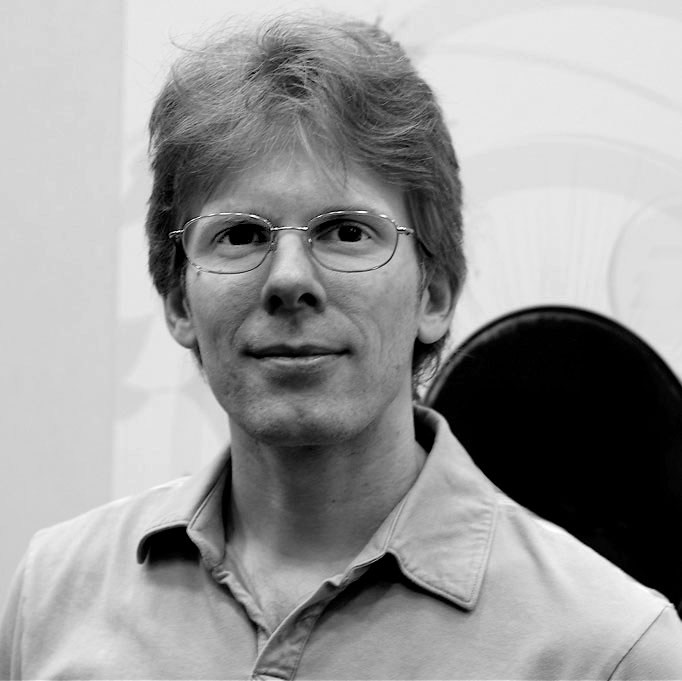
Carmack a 2006-os E3-on
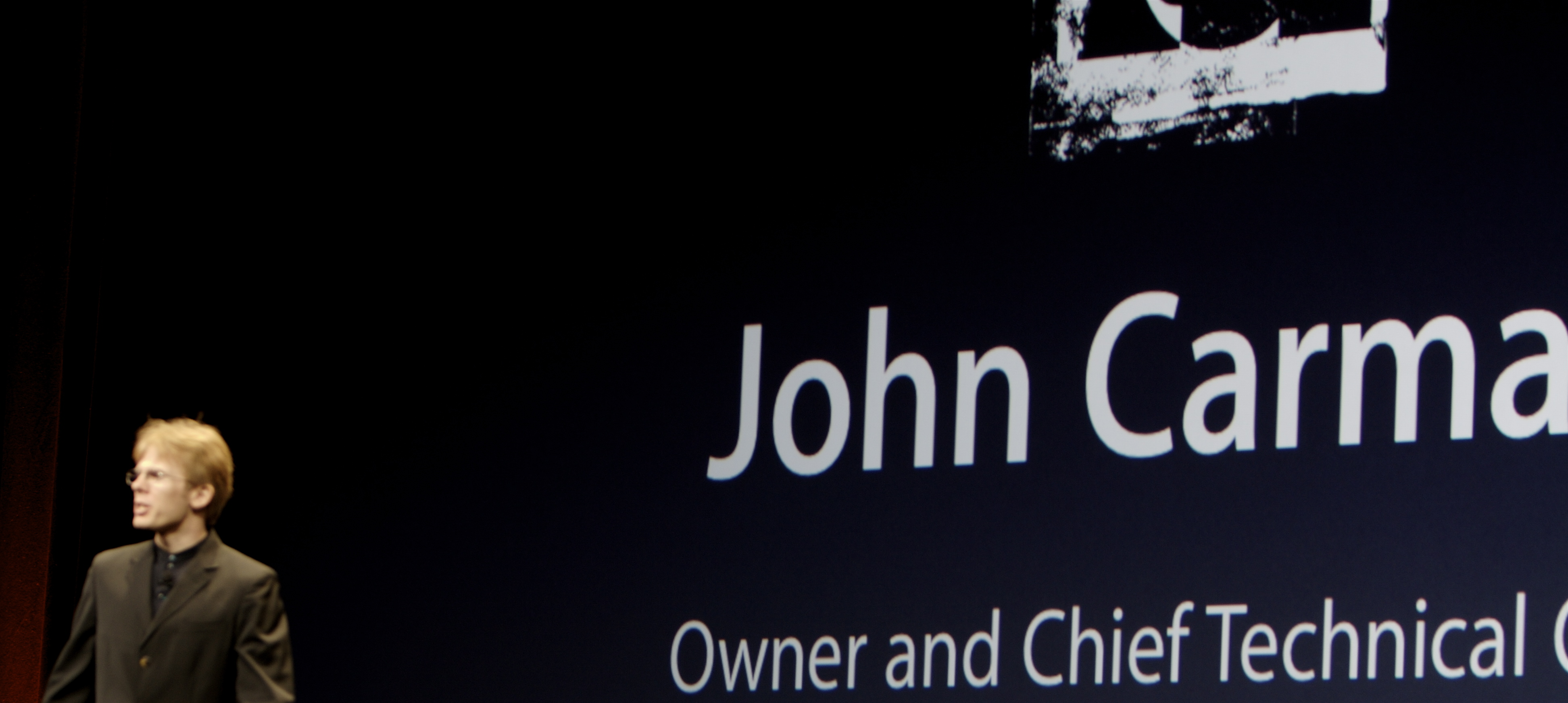
Carmack a 2007-es WWDC-n